# Вольфганг Йооп
Вольфганг Йооп (нім. Wolfgang Joop, 18 листопада 1944, Потсдам) — відомий німецький модельєр. Засновник будинку моди і косметики «JOOP!». Поряд з Карлом Лагерфельдом і Жиль Сандер вважається найуспішнішим німецьким модельєром.

## Кар'єра

### Ранні роки
Після закінчення в 1966 році гімназії ім. Вільгельма Йооп за наполяганням батька почав вивчення психології реклами в Брауншвейгу. Не маючи власного інтересу, він кидає навчання. Після цього Йооп стає реставратором і займається мистецтвом. У 1968 році він приймається за художню освіту, яке потім також кидає.
Власне кар'єра Вольфганга Йооп почалася в 1970 році, коли він разом зі своєю дружиною Карін взяв участь в конкурсі мод німецького журналу «Constanze» і отримав свої перші три премії. Завдяки цьому успіху він стає редактором мод жіночого журналу «Neue Mode». У 1971 році він йде з цієї посади, віддавши перевагу самостійній праці вільного журналіста і дизайнера.
Міжнародна популярність прийшла до Йооп в 1978 році, коли він представив свою першу колекцію хутра, яку «New York Times» відзначила у почесній статті під назвою «Prussian Designer» («Прусський дизайнер»).

### JOOP!
Навесні 1982 року Йооп представив свою першу жіночу прет-а-порте колекцію, за якою в 1985 році послідувала перша чоловіча колекція. Двома роками пізніше з'являється перша колекція його духів і Йооп перетворює своє ім'я в товарний знак, записавши ім'я повністю великими буквами і додавши до нього знак оклику, що має символізувати енергію. З цього моменту під цим ім'ям можна придбати одяг, взуття, окуляри, коштовності та парфуми. «JOOP!» Тепер не просто дизайнерська торгова марка, а й марка стилю життя, яка надає «тільки» ескізи та ліцензії, і не займається виробництвом як таким.
У 1983 році Йооп відзначений почесною премією «Fil d'or». А в 1984 році Європейською шовковою комісією йому присуджується «Золота прядка».
У 1985 році Йооп вступає до Берлінської вищої школу мистецтв як позаштатний доцент в галузі дизайну. У 1987 році Вища школа призначає його професором. Пізніше він проводить семінар «Хутряна мода з аксесуарами».
Після возз'єднання Німеччини Йооп був першим західним дизайнером, який почав співпрацювати з Мейсенською порцеляновою мануфактурою, для якої він розробив сервіз. З 1997 року його продукти продаються через Joop GmbH. У 1988 році Йооп продає 95% акцій своєї фірми, а в 2001 році залишилися 5%. У 1999 році він створює фірму «Wunderkind Art», розташовану в Потсдамі, а у вересні 2004 року в Нью-Йорку була представлена дебютна колекція цієї модної марки.

## Інша діяльність
Вольфганг Йооп — людина різнобічна: крім моди і дизайну, він цікавиться багатьом іншим, наприклад, ілюстрацією. Понад 100 його робіт виставляється в Гамбурзькому музеї мистецтва і ремесел. Він колекціонує твори мистецтва, особливо сучасні картини і скульптури, а крім того ще й старі меблі.
У 2000 році Вольфганг Йооп виконав головну роль в сатиричному фільмі Оскара Рохлера «Suck My thick».
Йооп — автор декількох книг, а також багатьох статей для журналів і газет. Зокрема він писав для журналів «Der Spiegel», «Die Sterne» і газети «Welt am Sonntag». Деякі його книги видаються дотепер: подарункова книжка «Маленьке серце» («Das kleine Herz», 2001), кухонна книга «Сумасшедшая кухня» («Hectic Cuisine», 2002), автобіографія «Нерухомість втікача» («Stillstand des Flüchtigen», 2002) і роман «У вовчій шкурі» («Im Wolfspelz», 2003). За власними словами він не вміє користуватися комп'ютером і пише книги від руки, таким же чином він планує написати свій другий роман.
Йооп надає підтримку союзу «Dunkelziffer eV», який піклується про дітей, які зазнали сексуального насильства, і суспільству «Hamburg Leuchtfeuer», що піклується про людей, хворих на СНІД.
Може здатися дивною точка зору Йооп, що стосується терористичних актів, що відбулися в США 11 вересня 2001 року. В одному із інтерв'ю він між іншим зауважив: «Я не жалкую, що Веж-близнюків більше немає, бо вони символізували капіталістичну зарозумілість.»

## Приватне життя
У 1970 році Вольфганг Йооп одружився зі студенткою художнього інституту Карін Бенатцкі, з якої пізніше розлучився. У нього дві доньки — Джетте Йооп (також займається модою і дизайном коштовностей) і Флорентин Йооп. З моменту розлучення зі своєю дружиною живе в одностатевому союзі і не приховує своєї гомосексуальності.
Йооп вважає себе космополітом, має резиденцію в Монте-Карло, володіє пентхаусом в Нью-Йорку і двома віллами в своєму рідному місті Потсдамі (вілла «Wunderkind» і вілла «Rumpf»). Він відчуває себе дуже прив'язаним до міста, в яке після багаторічного перебування в Гамбурзі він повернувся в 1998 році.